# 吉野翔太
吉野 翔太（よしの しょうた、1996年8月10日 - ）は、日本の元タレント、元ジャニーズJr.、元ヴィジュアル系バンドマン（刹那の名前で活動）。

## 略歴
- 2005年 - ホリプロ・インプルーブメント・アカデミーに所属し、芸能界デビュー。
- 2007年 - NHK教育『天才てれびくんMAX』にてれび戦士として2年間出演。
- 2009年3月 - ホリプロ・インプルーブメント・アカデミーを退所。
- 2009年4月 - ジャニーズ事務所に所属。
- 2009年6月 - ジャニーズJr.内ユニット「森本慎太郎withスノープリンス合唱団」に加入するが、同年11月、メンバー入れ替えにより脱退。
- 2010年 - 芸能界を引退。
- 2016年 - ヴィジュアル系バンド「アンフェイト」を結成。ギター担当。
- 2017年9月6日 - アンフェイト解散。
- 2020年 - しょたやん名義でアイドル系バンド「のらワン彼氏」のベース担当になる。

## 人物
- 2人兄弟の長男。
- 2014年頃、彼の同級生がTwitterに彼とのツーショットを載せて投稿し、彼自身がその投稿をリツイートしたことにより、見た目がヴィジュアル系になっていたことでネット上の話題となった。
- 2014年頃から「刹那」という名でヴィジュアル系分野にて活動。2016年からヴィジュアル系バンド「アンフェイト」のメンバーでギター担当。2017年9月6日解散。
- 両腕と右手の指と右胸、首にタトゥーが入っている。また、耳と口、まぶた、おへそ、舌にピアスを開けている。
- 2017年始めに、彼自身がTwitterで小学生時代から現在までの変貌をツイートし、小学生時代はてれび戦士時代の写真[1][2]、中学生時代はジャニーズJr.時代の写真を載せていた。このツイートは最も変貌を遂げた元てれび戦士としてネット上で話題となった。

## 出演

### テレビドラマ
- スローダンス（2005年7月4日 - 9月12日、フジテレビ）
- ちびまる子ちゃん（2006年4月18日・10月31日、フジテレビ） - 杉山さとし 役
- キミ犯人じゃないよね?（2008年4月11日 - 6月13日、テレビ朝日） - 宇田川教生（幼少） 役

### バラエティ
- 天才てれびくんMAX（2007年4月 - 2009年3月、NHK教育） - てれび戦士
- ザ少年倶楽部（2009年、NHK-BS2・BShi）

### PV
- NoGoD 「最高の世界」  (2008年)
- TOKIO「advance/また朝が来る」（2010年）